# Корисні копалини Австралії
Австралія має значні запаси енергетичної і мінеральної сировини — нафти, газу, вугілля, алмазів, руд урану, заліза, нікелю, кольорових і благородних металів, ільменіт-циркон-рутилових пісків та ін., які забезпечують внутрішні потреби країни.
Австралія має великі запаси нафти і природного газу, є одним з найбільших виробників і експортерів вугілля, алюмінію, міді, титанової руди, урану, алмазів, в кінці XX ст. входить у п'ятірку найбільших у світі виробників золота, цинку і свинцю.
| Корисні копалини                      | Запаси   | Вміст корисного компоненту в рудах, % | Частка у світі, % |          |
| Підтверджені                          | Загальні |                                       |                   |          |
| ------------------------------------- | -------- | ------------------------------------- | ----------------- | -------- |
| Алмази, млн карат природних ювелірних |          | 0                                     |                   | 16,4 7,9 |
| Метали платинової групи, т            | 25       |                                       | 0,15 — 0,9 г/т    |          |
| Боксити, млн т                        | 3024     | 6710                                  | 48 (Al2O3)        | 11,3     |
| Барит, тис. т                         | 2000     | 4500                                  | 95 (BaSO4)        | 0,6      |
| Оксид берилію, тис. т                 | 9        | 42                                    | 0,21 (ВеО)        | 4        |
| Вольфрам, тис. т                      | 5        | 30                                    | 0,7 (WO3)         | 0,2      |
| Залізні руди, млн т                   | 18000    | 32200                                 | 64                | 10,4     |
| Золото, т                             | 2300     | 2800                                  | 0,7 — 2,1 г/т     | 4,7      |
| Кобальт, тис. т                       | 270      | 600                                   | 0,07              | 4,9      |
| Марганцеві руди, млн т                | 181      | 260                                   | 41 (Mn)           | 5        |
| Мідь, тис. т                          | 15866    | 19262                                 | 2,44              | 2,4      |
| Нафта, млн т                          | 315      |                                       |                   | 0,2      |
| Нікель, тис. т                        | 3700     | 5600                                  | 1                 | 7,4      |
| Пентоксид ніобію, тис. т              | 113      | 113                                   | 0,45              | 1,2      |
| Олово, тис. т                         | 210      | 400                                   | 1,6               |          |
| Плавиковий шпат, млн т                | 1,84     | 2                                     | 24,2 (CaF2)       | 1        |
| Природний горючий газ, млрд м³        | 550      |                                       |                   | 0,4      |
| Свинець, тис. т                       | 19510    | 21910                                 | 6,4               | 16       |
| Срібло, т                             | 29930    | 46570                                 | 190 г/т           | 5,5      |
| Стибій, тис. т                        | 98       | 106                                   | 3,5               | 2,3      |
| Тантал, т                             | 450      | 9100                                  | 0,07              | 5,86     |
| Вугілля, млн т                        | 113600   | 864875                                |                   |          |
| Апатити, млн т                        |          | 43                                    | 17,9 (Р2О5)       |          |
| Фосфорити, млн т                      | 209      | 209                                   | 7,4 (Р2О5)        |          |
| Хромові руди, млн т                   | 2        |                                       | 40 (Cr2O3)        | 0,04     |
| Цинк, тис. т                          | 38040    | 64040                                 | 12,8              | 13,7     |
| Уран, тис. т                          | 622      | 758                                   | 0,17              | 24,5     |

## Нафта і газ
Природний газ, уперше виявлений в районі Рому в Квінсленді в 1904, аж до 1961 мав лише місцеве значення. Програма розвідки нафтових родовищ, що почалася в 1950-х роках при підтримці держави, сприяла чіткому виділенню, принаймні 20 седиментаційних басейнів; з них в дев'яти зараз добувається нафта. На межі XX-XXI ст. в Австралії відомо понад 130 родовищ нафти і газу, 9 з яких належить до великих з промисловими запасами 50 млн т і більше (Кінґфіш, Марлін, Барракута та ін.), 16 — до середніх (5-45 млн т). Найважливіші родовища знаходяться в районах Гіпсленд (Вікторія), Карнарвон (Західна Австралія), Бонапарт (Північна територія і Західна Австралія) і Купер-Ероманга (Південна Австралія і Квінсленд). Більша частина промислових запасів нафти і газу Австралії зосереджена в двох периконтинентальних осадових басейнах — Гіпсленд в протоці Басса (родов. Барракута, Снаппер, Марлін, Кінґфіш, Халібет) та Карнарвон (Барроу) на західному узбережжі, а також у внутрішньоконтинентальному Східно-Австралійському басейні, пов'язаному з синеклізою Великого Артезіанського басейну (родовища Тірраварра, Мурарі, Гіджілпа, Мумба). Основна частина ресурсів нафти зосереджена в мезозойських відкладах, газу — в палеозойських, 80 % ресурсів вуглеводнів припадає на інтервали глибин 1-3 км. Нафти легкі (густина 790–810 кг/м), малосірчисті. Перспективи приросту запасів пов'язуються з материковими басейнами: Східно-Австралійським, Амадієс, Перт та ін., а також з акваторіями північно-західного шельфу і затокою Карпентарія.
У 1999–2000 рр. консорціум West Australian Petroleum Pty. Ltd. (WAPET) в межах глибоководного блоку WA-267-P, суміжного з родовищами групи Горгон, пробурив п'ять нових успішних газових свердловин: Геріон-1, Ортус-1 (глибина моря 1200 м), Уранія-1, Маенад-1 і Джанц-1 (Jansz-1). Загальні запаси відкриттів Геріон, Ортус і Уранія оцінюються в 280–390 млрд м³.
У 2003 відкрите найбільше в історії країни газове родовище Джанс, розташоване за 200 км від північно-західного узбережжя Австралії. Родовище охоплює район площею в 2 тис. км². Запаси родовища складають понад 20 трлн куб. футів (570 млрд м³) газу, що робить його найбільшим газовим ресурсом Австралії. Випробування газу планується почати в середині 2003 року. Фірми-розробники — «ЕксонМобіл» та американська компанія «ШевронТексако».

## Горючі сланці
Австралія має значні запаси горючих сланців, пов'язаних з мезозойськими відкладами. Найбільші родовища розташовані в штатах Квінсленд і Тасманії.

## Вугілля
Див. також Вугілля Австралії
На частку Австралії в кінці XX ст. припадає 8 % світових запасів кам'яного вугілля і 15 % запасів бурого вугілля. За запасами бурого вугілля Австралія в кінці XX ст. займає 2-е, а кам'яного вугілля — 6-е місце серед промислово розвинених країн. Основні родовища кам'яного вугілля розташовані на сході країни, в штатах Новий Південний Уельс і Квінсленд і пов'язані з пермо-тріасовими відкладеннями міжгірських прогинів. Найбільш великі басейни — Сідней, розвідані запаси якого — 85 млрд т (штат Новий Південний Уельс), і Боуен — 42 млрдт (штат Квінсленд). У басейні Боуен (штат Квінсленд) вугільні пласти залягають в сприятливих гірничо-геологічних умовах, вугілля хорошої якості. У басейні Сідней (штат Новий Південний Уельс) вугільні пласти тектонічно порушені значно сильніше, а вугілля має підвищену зольність, але добре коксується. Вугільні пласти характеризуються великою потужністю (до 6 м), глибина їх залягання змінюється від декількох метрів (в районі м. Ньюкасл) до 900 м в центральних частинах басейну. Вугілля малосірчисте (до 1,2 %), низькофосфористе (до 0,07 %), вихід летких речовин 14,8-38 %, зольність 2-8 %, теплота згоряння 25-30 МДж/кг; ступінь метаморфізму вугілля змінюється від коксівного до газового і довгополуменевого. Невеликі запаси кам'яного вугілля відомі в Західній Австралії в басейні Коллі, в південно-західній частині залягає суббітумінозне вугілля. Буровугільний басейн Латроб-Валлі (загальні запаси 113 млрд т) в штаті Вікторія пов'язаний з олігоцен-міоценовими відкладами. Найбільш великі родовища Яллорн і Моруелл розташовані в долині річки Латроб.

## Уран
За запасами урану Австралія займає 1-е місце серед промислово розвинених країн (на 2000 р 754 тис. т, частка у світі 19,4 %). За інш. джерелами Австралія володіє 30 % світових запасів дешевої уранової сировини. В Австралії відомо 30 великих родовищ уранових руд. Більшість з них розташовані в районі Аллігейтор-Ріверс (площа 1500 км²). Тут зосереджено 3/4 запасів урану країни і 17 % світових запасів. Головні родовища — Рейнджер, Кунгарра, Джабілука і Набарлек — представлені полігенними стратиформними покладами настуранових руд у нижньопротерозойських вуглецевих, хлоритових та ін. сланцях формації Кулпін геосинкліналі Пайн-Крік. Промислові прожилково-вкраплені руди пов'язані з пошаровими та січними розломами. Руди характеризуються високою якістю; вміст U3O8 в середньому 0,2-0,3 %, максимальний вміст U3O8 — 2,35 % (родовище Набарлек).

## Залізні руди
За розвіданими запасами залізних руд Австралія займає 2-3-є місце у світі (разом з Росією, 2000). Більша частина запасів зосереджена в залізорудному басейні Хамерслі (штат Західна Австралія), що займає площу 150 тис. км². У його будові беруть участь слабкометаморфізовані вулканогенно-осадові породи раннього протерозою. Найпоширеніші гіпергенні гематитові руди в залізистих кварцитах. Середній вміст заліза в них варіює в межах 64,2-67(70) %. Тут розробляються гематит-ґьотитові руди, пов'язані з нижньопротерозойськими залізистими кварцитами, в зоні вивітрювання (родовища Маунт-Уейлбек — загальні запаси 1,4 млн т, вміст металу 64 %; Маунт-Том-Прайс, Парабурду, Маунт-Ньюмен). Видобуваються також лімонітові пізолітові руди з вмістом Fe 50-60 % (родовище Роб-Рівер, загальні запаси 3 млрд т). Значні запаси гематит-ґьотитових руд зосереджені в шт. Південна Австралія та в районі Пілбара в Західній Австралії. На о. Кокату розробляються осадові гематитові руди (родовище Ямлі-Саунд). В штаті Клівленд і Північна територія відомі родовища гематит-сидеритових осадових руд (родовища Констанс-Рейндж, Ропер-Бар), на о. Тасманія є магнетитові руди в амфіболітах (Севідж-Рівер).

## Марганцеві руди
В кінці XX ст. Австралія займала 5-е місце за підтвердженими запасами марганцевих руд серед країн світу (після України, Грузії, Казахстану, Ґабону). За ресурсами марганцю (630 млн т, 3 % світових) країна на 3-у місці у світі (після ПАР та України). Основні запаси марганцю пов'язані з рудами родовища Грут-Айленд що на однойменному острові в затоці Карпентарія. Руди залягають в середньопротерозойських теригенних утвореннях на глибині 0-30 м. Рудний пласт середньою потужністю 3-4 м складений оолітами, пізолітами оксидів марганцю (криптомелан, піролюзит) в піщано-глинистій масі. Співвідношення руда: пуста порода коливається від 1:1 до 9:1. У підошві пласта зустрічаються залізисті руди. Вміст марганцю 37-52 % (середній 41 %), заліза — 2-11,5 %; кремнезему — 3-13 %; фосфору — 0,07-0,09 %; сірки — 0,07-0,08 %. Руди легко збагачуються. Розробка родовищ ведеться відкритим способом. Відомі також дрібні родовища марганцевих руд (Райпон-Гілл та ін.), пов'язані з верхньопротерозойськими відкладами.

## Боксити
За запасами бокситів Австралія займає 3-є місце серед країн Заходу (після Ґвінеї і Бразилії, 1999). Уперше боксити були виявлені в 1952 на півострові Гов (Північна територія), а у 1955 в Уейпа (Квінсленд). Боксити латеритного типу залягають на поверхні, потужність пласта досягає 10 м. Близько 80 % всіх запасів бокситів Австралії зосереджено в 4 найбільших родовищах на заході країни — Уейпа, Гов, Кейп-Бугенвіль і Мітчелл. На крайньому південному заході материка за 64 км від м. Перт розташований великий бокситовий район Дарлінґ. Родовище Уейпа має загальні запаси 2700 млн т, підтверджені — 1400 млн т, Гов (500 млн т і 370 млн т, відповідно), Дарлінґ-Рейндж (200 млн т загальних і підтверджених запасів). Всі вони розробляються без розкривних робіт. Великі родовища бокситів відомі на півострові Кейп-Бугенвіль, на узбережжі затоки Адміралтейства і на плато Мітчелл на півночі штату Західна Австралія, досить віддалені від джерел електропостачання і відсутність інфраструктури перешкоджає їх розробці. За існуючих темпів видобутку Австралія забезпечена підтвердженими запасами бокситів на 68 років.

## Мідь
Запаси руд міді в Австралії відносно невеликі — близько 2 % запасів промислово розвинених країн Заходу. Середній вміст металу в рудах близько 2,5 %. Основна частка (77 %) запасів мідних руд Австралії зосереджена в стратиформному родовищі Маунт-Айза в штаті Квінсленд. Крім цього в Австралії відомі колчеданні (Маунт-Лайел, Кобар, Кадія), жильні (Ґолден-Ґроу, Теннант-Крік) і мідно-порфірові родовища (Маунт-Морган). Значні запаси міді є в рудах мідно-уранового родовища Роксбі-Даунс та мідистих пісковиках (Маунт-Гансон) в Південній Австралії.

## Нікель
Австралія займає 6-е місце серед промислово розвинених країн за запасами нікелю (1999 р). У Австралії відкрито 37 сульфідних мідно-нікелевих родовищ, які утворюють Західно-Австралійську нікеленосну провінцію. Рудні тіла більшості родовищ мають форму лінз і стовпів. Середній вміст нікелю становить 2,1 %, але в деяких тілах досягає 9,5 %, а в бідних рудах, що розробляються не перевищує 0,6 %. В Західній Австралії сульфідні нікелеві руди пов'язані з інтрузивними і вулканогенними породами; для них характерні високі концентрації нікелю — 1,2-4,8 % (родовища Камбалда, Агнью та Маунт-Уїндарра). На сході країни силікатні нікелеві руди пов'язані з корою вивітрювання (родовище Ґрінвейл, загальні запаси 44 млн т). Велике родовище силікатних нікелевих руд Уїнджеліна відоме в Західній Австралії. З нікелевими рудами пов'язані також основні запаси кобальту і металів платинової групи.
Рудний район Марлборо розташований в центральній частині австралійського штату Квінсленд, за 60 км до північного заходу від м. Рокхемптон. Укладені в ньому ресурси нікелю дуже великі — район може стати одним з найбільших світових постачальників цього металу. У межах його території нараховується десять окремих латеритних кобальт-нікелевих родовищ, приурочених до переривистого ланцюжка виходів серпентинізованих ультрамафітів, що протягається в північно-західному напрямі приблизно на 65 км. Сумарні виявлені ресурси оцінюються в 210 млн т руди, що містить в середньому 1,02 % нікелю і 0,06 % кобальту.

## Кобальт
У Австралії підтверджені запаси кобальту в останні роки XX ст. зросли приблизно в 5 раз, а загальні — в півтора рази. Вмісти кобальту в рудах становлять 0,06-0,09 %.

## Поліметали
Надра Австралії багаті поліметалічними рудами, запаси яких становлять 12-13 % запасів промислово розвинених країн Заходу. Свинцево-цинкові стратиформні родовища пов'язані зі складчастими докембрійськими відкладами (найбільші родовища: Брокен-Гілл, Маунт-Айза). Значні, запаси свинцево-цинкових руд виявлені в шт. Північна територія в докембрійських карбонатних породах платформного чохла на родовищі Мак-Артур-Рівер (загальні запаси 190 млн т). Менші родовища — Елура (Новий Південний Уельс) і Ред-Розбері (Тасманія).
Основу мінерально-сировинної бази свинцю і цинку Австралії довгий час складали великі колчеданно-поліметалічні родовища, приурочені до докембрійських метаморфічних комплексів: Брокен-Гілл, Маунт-Айза, Гілтон, МакАртур-Рівер; на сьогодні вони значною мірою відпрацьовані. У 1990-х рр. геологічно-розвідувальними роботами на флангах і глибоких горизонтах відомих родовищ Каджебат, Блендвейл, МакАртур-Рівер виявлені нові рудні тіла. Були також відкриті, розвідані і введені в експлуатацію нові родовища срібно-свинцево-цинкових руд: Сенчері, Кеннінґтон і Джорж-Фішер, що дозволило з 1998 р. різко збільшити виробництво свинцю і цинку в концентратах в країні.
За загальними і підтвердженими запасами цинку Австралія займає у світі 1-е місце (відповідно 64,04 та 38,04 млн т). Основні запаси цинкових руд країни знаходяться в колчеданно-поліметалічних родовищах, локалізованих переважно в докембрійських метаморфічних комплексах: Гілтон, Маунт-Айза, Сенчері в штаті Квінсленд, Брокен-Гілл — в шт. Новий Південний Уельс, МакАртур-Рівер — в Північної Території. Велика частина запасів свинцево-цинкових руд родовищ сьогодні вже відпрацьована, проєктних потужностей на початку XXI ст. досягають нові рудники — Кеннінґтон, Сенчері, Капок, Піллара, Елюра та інші.

## Срібло
Колчеданно-поліметалічні родовища (Маунт-Айза, Брокен-Гілл, МакАртур-Рівер Джорж Фішер, Кеннінґтон, Сенчері і ряд дрібніших) є в Австралії основними джерелами срібла — в них зосереджено до 91 % загальних запасів цього металу, а сумарний видобуток досягає 89 % річного видобутку Австралії. Родовища характеризуються великими (1,5-6 тис. т) запасами срібла, при вмісті його в рудах 50-300 г/т. Забезпеченість країни запасами срібла при сучасному рівні видобутку становить 26 років.

## Вольфрам, молібден, олово, стибій, бісмут, ванадій
Ці корисні копалини укладені в численних крупних родовищах руд на сході країни. Родовища руд літію, танталу, ніобію, берилію належать до гранітних комплексів щитів і виступів фундаменту.
Ресурси вольфраму в країні — 3,2 % світових (0,7 млн т). Запаси скарнового молібден-вольфрамового родовища Кінг-Айленд в Тасманії становлять 30 % загальних запасів вольфраму в Австралії. У молібден-вольфрамових рудах кварцово-штокверкового родовища Маунт-Малгайн в Західній Австралії є також золото, срібло і мідь.
Джерелом ванадію, запаси якого в Австралії значні, є титаномагнетитові руди, пов'язані з інтрузіями габро зеленокам'яних поясів щита Йілгарн.
Стибій. Найбільш великі родовища сурм'яних руд — Хілгров (Новий Південний Уельс), Костерфілд (Вікторія), а також Блу-Спек в Західній Австралії.
Олово. Запаси олов'яних руд в Австралії значні; 80 % запасів олова міститься в сульфідно-каситеритових рудах скарнових родовищ Тасманії (Ренісон-Белл, загальні запаси 12 млн т, вміст Sn 1,2 %; Маунт-Клівленд, 1,7 млн т, Sn 0,79 %). Близько 60 % підтверджених запасів олова укладено в каситерит-силікатних рудах родовища Ренісон, розташованого на о. Тасманія. Переважають січні жили багатих руд каситерит-силікатного типу, з вмістом олова від 0,7 % до 2 %. Родовище розробляється підземним способом на горизонтах 530–750 м. Сумарні запаси його оцінюються в 9,4 млн т руди із вмістом олова 1,5 %. На сході Австралії розвідані каситерит-ґрейзенові (Таронга, Гербертон) і каситерит-кварцові (Еберфойл, Росарден, Ардлетан) родовища. У Західній Австралії розташоване рідкіснометалічно-пегматитове родовище Грінбушес із запасами 15 тис. т олова, руди якого містять 0,11-0,15 % олова і 0,04-0,06 % пентоксиду танталу.

## Важкі піски
За запасами важких пісків Австралія в 1990-х рр. займала 2-е місце серед промислово розвинених країн. Австралія володіє переважною частиною світових запасів рутилу, циркону і торію. Вони пов'язані з прибережно-морськими розсипами на східно- і південно-західному узбережжі між островом Страдброк (Квінсленд) і містом Байрон-Бей (Новий Південний Уельс) і на узбережжі Західної Австралії в Кейпелі. Найбільші родовища Еніба, Кейпел-Банбері, Саутпорт, Хаммок-Хілл, Хексем-Томаго і ін. Піски містять мінерали титану (ільменіт, рутил), цирконію (циркон) і рідкісних земель (монацит). Вміст важких мінералів різко коливається (від декількох % до 60 %). Родовища мінералізованих пісків басейну Муррей, розташованого в півд.-зах. секторі штату Новий Південний Уельс, вздовж північного кордону штату Вікторія і на прилеглих площах штату Південна Австралія, розглядаються як основне перспективне світове джерело рутилу, ільменіту та циркону. Основним першочерговим об'єктом залучення до експлуатації в басейні є родовище Твелв Майл на півночі від Мілд'юра (Nat. Parks J. — 2001. — 45, № 4. — Р. 17).

## Золото
За підтвердженими запасами золота Австралія в 1999 р займає 6-е місце у світі (після США, Росії, ПАР, Канади та Індонезії). Гірничим бюро і Геологічною службою США база запасів золота на кінець XX ст. (1998) оцінювалася так: світові — 72 тис. т, в тому числі база запасів ПАР — 38 тис. т, США — 6 тис. т, Австралії — в 4,7 тис. т (далі: Канади і Росії — по 3,5 тис. т, Узбекистану — в 3,0 тис. т, Бразилії — в 1,2 тис. т). Прогнозні ресурси золота в країні — 2-5 тис. т, що становить 6-у позицію у світі (поряд з Венесуелою, Ґаною, Канадою, Індонезією, Папуа Новою Ґвінеєю, Перу і Чилі, де прогнозні ресурси золота теж є в межах по 2-5 тис. т). Перші позиції займають: ПАР — 60 тис. т, Росія — 25 тис. т, Китай, Бразилія (7-10 тис. т в кожній) і США (5-7 тис. т).
Найбільш великі золоторудні родовища Австралії: Калгурлі, Телфер (загальні запаси руди 3,8 тис. т, вміст Au 9,6 г/т), Норсмен. Всі вони розташовані в Західній Австралії. Рудоносними є кварцові жили і зони гідротермальних змін, пов'язані з верхньоархейськими осадововулканічними товщами зеленокам'яних поясів. Стариформні кварц-доломітові рудні тіла родовища Телфер (район Пілбара) залягають в осадових породах верхнього протерозою. В родовищі Норсмен, крім золото-сульфідних жил, розробляються пухкі породи кори вивітрювання, що містять до 19 г/т Au. Золоторудна мінералізація виявлена також на урановому родовищі Джабілука.
На початку XXI ст. австралійська компанія Gindalbie Gold NL на дільниці Боббі-Мак-Ґі (Bobby McGee) родовища Маунт-Малгайн (Mt Mulgine) в австралійському штаті Західна Австралія відкрила нову жильну золоторудну зону, місцями складену багатими рудами. Вміст золота в перетинах довжиною 1 м досягає 971 г/т, в перетинах довжиною 7 м — 171 г/т. У рядових рудах в перетинах довжиною 4-5 м зміст золота становить 5,45-8,96 г/т, в перетинах довжиною від 6 до 16 м — 2,31-11,18 г/т. Глибина бурових свердловин не перевищує 50-60 м [Mining Journal. 2003. V.341, P. 8759].

## Платина
Прогнозні ресурси металів групи платини Австралії становлять 0,3-1 тис. т. Виявлені концентрації МПГ пов'язані з нікелевими рудами.

## Дорогоцінні і виробні камені
Австралія має великі ресурси дорогоцінних та виробних каменів, особливо алмазу, опалу і сапфіру. У 1986 р. почалася експлуатація лампроїтової трубки Аргайл, яка вміщує близько 500 млн карат алмазів — більше третини всіх розвіданих запасів світу (крім країн СНД). Видобуток алмазів з цієї трубки у 1997 р. становив 40,2 млн карат. Унікальні родовища благородного опалу, відкриті в середині 19 ст., знаходяться на південному сході країни в штатах Південна Австралія (Кубер-Педі, Андамука), Новий Південний Уельс (Лайтнінґ-Рідж, Уайт-Кліфс) та Квінсленд (Йовах, Хейрікс). Всі вони пов'язані з корою хімічного вивітрювання піщано-сланцевих порід крейди і палеогену. Найбільше родовище опалу — Кубер-Педі; головне джерело знаменитих чорних опалів — родовище Лайтнінґ-Рідж. Родовища сапфіру зосереджені в штатах Квінсленд (Анакі) і в Новому Південному Уельсі (Інверелл, Глен-Іннес) і представлені алювіальними розсипами, утвореними за рахунок сапфіроносних палеоген-неогенових лужних базальтів. Систематично видобувається також хризопраз, родоніт і нефрит. Хризопраз хорошої якості зустрічається в нікеленосних корах вивітрювання гіпербазитів (родов. Марлборо в шт. Квінсленд та ін.), родоніт — в палеозойських кременисто-сланцево-спілітових товщах (Тамуерт в шт. Новий Півд. Уельс та ін.). У 1970-і рр. почалося інтенсивне освоєння родовищ нефриту в серпентинізованих мармурах на півостроові Ейр в шт. Південна Австралія. У 1978 р. в шт. Північна територія в докембрійських мармурах відкрито перспективне родовище рубіну В Австралії є також родовища алмазів, пов'язані з лампроїтовими та кімберлітовими трубками (в основному в Західній та Північній Австралії, де за останні 30 років відкрито 180 алмазних трубок, найбільшою з яких є лампроїтова трубка Аргайл віком 1200 млн р), алмазоносні розсипи (шт. Новий Південний Уельс).

## Фосфорити
За запасами фосфоритів Австралія займає 4-е місце серед промислово розвинених країн. Родовища фосфоритів пов'язані з докембрійськими осадовими відкладами басейн Джорджина (зокрема родовище Гілл), штат Квінсленд, і Північна Територія. Найбільше родовище — Дачесс, загальні запаси якого становлять 1418 млн т., вміст Р2О5 — 18 %.

## Індустріальна та будівельна сировина
У країні відомі родовища хризотил-азбесту в шт. Новий Південний Уельс (родовища Барраба, загальні запаси 34 млн т., Шерлок, Асбестос-Пойнт), тальку (Маунт-Сібрук, Трі-Спрінгс, Маунт-Фіттон), бариту (Орапаріна, Норт-Пол, Кемп-Філд), гіпсу (в Південній Австралії), мусковіту (Нейпір-Даунс, Їннітарра, Маунт-Пленті), графіту (Коппіо, Кенденап, Донеллі), піриту (Брукунг, Айрон-Кінг), калійних солей (Мак-Леод), бентонітових глин (Скон), піску і гравію в прибережно-морських і алювіальних відкладах.